# Муртаза Низам-шах III
Муртаза Низам-шах III (? — ?) — последний (14-й) султан Ахмаданагара из династии Низам-шахов (1633—1636). Правил номинально, находился под контролем лидера маратхов Шахджи.

## Биография
Представитель династии Низам-шахов. Был потомком второго султана Ахмаднагара Бурхана Низам-шаха I (1509—1553).
По приказу императора Шах-Джахана сардар Раноджи Вабле напал на Ахмаднагар, умертвил Фатех-хана (сына и преемника Малика Амбара) вместе с юным султаном Хусейном Низам-шахом III (1631—1633). Вместе с ними были убиты родственники султана и две беременные женщины, чтобы не было ни одного наследника мужского пола, который мог бы претендовать на ахмаднагарский престол. Вскоре маратхский вождь Шахджи (1594—1664) при помощи султана Биджапура посадил на султанский престол малолетнего отпрыска династии Низам-шахов, Муртазу, а сам стал регентом при нем. Шахджи разместил свою семью и нового султана в крепости Махули. Могольский император Шах-Джахан заключил союз с султаном Биджапура Мухаммад Адил-шахом, направленный против Шахаджи. Могольский генерал Хан Заман (сын Махабат-хана) и биджапурский генерал Ранадулла Хан осадили крепость Махули. Шахджи несколько раз пытался прорвать внешнюю осаду, но безуспешно. Но моголы смогли захватить в плен во время бегства мать султана Саджику и Муртазу Низам-шаха. Муртаза Низам Шах III предстал перед могольским падишахом Шах-Джаханом и биджапурским султаном Мухаммедом Адил-шахом. Шах-Джахан предложил убить мальчика-султана Муртазу Низам-шаха, чтобы покончить с династией Низам-шахов раз и навсегда. Но вмешался Шахджи и попросил Шах-Джахана изменить своё решение. Мухаммед Адил-шах тажке выступил за смерть Муртазы. После некоторого раздумья Шах-Джахан приказал освободить Муртазу Низам-шаха, вызвав удивление Адил-шаха. однако он поставил условие, чтобы Шахджи переместился дальше на юг, чтобы он не мог освободить Низам-шаха. Муртаза был увезен сардаром Раноджи Вабле в Дели и сделан сардаром.